# 松浦悠士
松浦 悠士（まつうら ゆうじ、1990年11月21日 - ）は、広島県広島市出身の競輪選手。日本競輪学校（当時。以下、競輪学校）第98期生。日本競輪選手会広島支部所属。師匠は脇田良雄（広島・66期）。

## 来歴
進学した広島市立広島工業高等学校では水泳部がなかったため自転車競技部に入部。
2007年、全国高校総体4km速度競走で第8位、第63回国民体育大会4km速度競走で第7位。
2010年、3月に競輪学校を在校成績13位で卒業。7月13日、熊本競輪場でデビュー（1着・3着・2着）。
2016年、3月の第69回日本選手権競輪（名古屋競輪場）にてGI初出場。
2019年、2月の第34回読売新聞社杯全日本選抜競輪（別府競輪場）にてGI初の決勝進出。11月の第61回朝日新聞社杯競輪祭（小倉競輪場）にてGI初制覇。広島勢で特別競輪（GI）を制覇したのは古田泰久が第17回全国都道府県選抜競輪（1960年、一宮競輪場）で優勝して以来、59年ぶりであった。また、広島勢として1988年大会の佐古雅俊以来となるKEIRINグランプリ出場を決めたほか、S級S班（2008年に創設）入り（2020年）は広島勢で初となった。
2020年は、3月の第4回ウィナーズカップ（福井競輪場）を制覇。そして8月の第63回オールスター競輪（名古屋競輪場）決勝で、原田研太朗の打鐘前の逃げの追走から最終1角で脇本雄太の捲りに合わせて番手捲り。一度は脇本に前に出られるものの、バックから2センターにかけて脇本と壮絶なもがき合い。4角でついに内から力勝負を制してそのまま優勝。自身2つ目となるGIタイトルを獲得した。日刊スポーツ新聞社制定「第34回競輪年間三賞」では技能賞に選ばれた。
2021年は、5月の第75回日本選手権競輪（京王閣競輪場）決勝で清水裕友の後ろから抜け出したものの、松浦を含め3人がほぼ同時にゴール。写真判定の結果、微差で1着となり優勝、同年は早くも年間獲得賞金が1億円を超えた。
2022年、7月の第18回サマーナイトフェスティバル（玉野競輪場）決勝では、先行となった犬伏湧也の番手から抜け出し、別線から捲りで追い込む岩本俊介を制して優勝。2021年に続き連覇となり、これは2005年のサマーナイトフェスティバル初開催から史上初のこととなった。そのため獲得賞金ランキング2位でグランプリに出場した。
2023年、3月の第7回ウィナーズカップ（別府競輪場）で、3年ぶり2度目の優勝。
7月の第19回サマーナイトフェスティバル（函館競輪場）では、初連携となった脇本雄太の番手から直線での差しが決まり優勝、3連覇を達成し、獲得賞金5位でKEIRINグランプリに出場した。
そして12月30日に行われたKEIRINグランプリ2023（立川競輪場）で、連係した清水裕友の捲り不発から切り替え、捲った深谷知広に乗って直線で鋭く差し交わし、悲願のグランプリ制覇を成し遂げた。これにより優勝賞金1億3700万円を獲得して初の年間賞金王（同年は2億5270万7900円を獲得。中国地区所属選手としても初の賞金王）となったほか、それまで加藤慎平が持っていた月間獲得最高賞金額の記録も更新した。
2024年はKEIRINグランプリ選考期間である競輪祭までにGIIIを2回優勝したものの、特別競輪の決勝進出は競輪祭のみに留まり、さらに年初の落車による怪我の影響もあって賞金額の上積みができず、次々点でグランプリ出場はならなかった。これによりS班の継続は一旦5年で途切れることとなったが、2025年5月30日にS班の平原康多が登録消除となり当年2人目のS班欠員が発生したことから松浦が追加選出され、同年7月1日よりS班に昇格、2025年も下期（厳密には12月26日まで）はS班となり、通算6年連続となる。

## 主な獲得タイトルと記録
- 2019年 - 競輪祭（小倉競輪場）
- 2020年 - オールスター競輪（名古屋競輪場）
- 2021年 - 日本選手権競輪（京王閣競輪場）
- 2023年 - KEIRINグランプリ（立川競輪場）
- 年間賞金王 - 1回（2023年）
- 月間獲得最高賞金額 - 2023年12月